# Амністія
Амні́стія (грец. ἀμνηστία — забування) — повне або часткове (заміна м'якшим) звільнення від кримінальної відповідальності і покарання певної категорії осіб, винних у вчиненні злочинів. Здійснюється за рішенням суду, згідно зі ст. 3 ЗУ «Про амністію».

## Юридична сутність
Дія акту про амністію поширюється на злочини, вчинені до дня набрання ним чинності включно, тобто не тільки на засуджених, а й на осіб, що вчинили суспільно небезпечні діяння, які ще не були предметом судового розгляду і не поширюється на злочини, що тривають або продовжуються, якщо вони закінчені, припинені або перервані після прийняття акту про амністію. Акт амністії може полягати у звільненні від покарання (основного і додаткового), скороченні строку покарання, звільненні від додаткового покарання. Як правило, акт амністії видається з приводу знаменних дат і розглядається в нерозривному зв'язку з правовою і політичною ситуацією, виступаючи як прояв гуманізму держави. Умови та інші обставини, з урахуванням яких застосовується амністія, в кожному конкретному випадку визначаються самим актом амністії.
Амністія не звільняє від обов'язку відшкодувати шкоду, заподіяну злочином, покладеного на винну особу вироком або рішенням суду. Амністія не застосовується до осіб, яких засуджено за особливо небезпечні злочини.

## Законодавче визначення в Україні
Загальні положення про амністію в Україні регламентується Законом України «Про застосування амністії в Україні» від 1 жовтня 1996 року, і потім конкретизуються в інших спеціальних законах, які приймаються як правило не частіше одного разу на рік.
Амністію слід відрізняти від помилування, яке стосується тільки конкретних осіб (а не категорій осіб).